# Louth GAA
Pour les articles homonymes, voir Louth.
Le Louth County Board of the Gaelic Athletic Association ou plus simplement Louth GAA est une sélection de sports gaéliques basée dans la province du Leinster. Elle est responsable de l’organisation des sports gaéliques dans le Comté de Louth et des équipes qui le représente dans les rencontres inter-comtés.

## Histoire
La plus ancienne mention de match entre deux comtés irlandais date de 1712 : c’est un match entre Louth et Meath à Slane. Un fragment de poème datant de 1806 mentionne un  match de football gaélique entre Louth et Fermanagh joué à Inniskeen dans le Comté de Monaghan.
Louth reste aussi dans l’histoire des sports gaélique comme le Comté qui a inventé les entraînements avant les grands matchs. En 1913, les dirigeants du Comté envoient leur équipe préparer la phase finale du Championnat d'Irlande de football gaélique disputée à Croke Park à Dundalk sous la houlette d’un entraineur de football venu de Belfast. Cette avancée est matière à beaucoup de critiques à l’époque mais fait évoluer les choses. D’un seul entraînement dans la semaine précédant le match avant la décision de Louth, le football gaélique et en conséquence le hurling sont passés à deux ou trois entraînements avant les rencontres les plus importantes.
Le meilleur ennemi de Louth est le Comté voisin de Meath. Entre 1945 et 1953 Louth et Meath GAA se rencontrent 13 fois. Les affluences sont de plus en plus importantes jusqu’à atteindre [42 858 spectateurs pour un match de championnat provincial en 1951. Cette affluence reste le record pour un match de championnat de province pendant 40 ans et un match entre Meath GAA et Dublin GAA en 1991.

## Palmarès

### Football gaélique
- All-Ireland Senior Football Championships: 3
  - 1910, 1912, 1957
- Leinster Senior Football Championships: 8
  - 1909, 1910, 1912, 1943, 1948, 1950, 1953, 1957
- Owen Treacy Cup: 1
  - 2006
- Tommy Murphy Cup: 1
  - 2006
- O'Byrne Cup: 4
  - 1963,1980,1990,2009